# Calyptranthes rigida
Calyptranthes rigida är en myrtenväxtart som beskrevs av Olof Swartz. Calyptranthes rigida ingår i släktet Calyptranthes och familjen myrtenväxter. Inga underarter finns listade i Catalogue of Life.